# Karsten totoyensis
Karsten totoyensis är en fiskart som först beskrevs av Garman, 1903.  Karsten totoyensis ingår som enda art i släktet Karsten och familjen smörbultsfiskar. Inga underarter finns listade i Catalogue of Life.